# Ruth Jebet
Ruth Jebet (14 de noviembre de 1996) es una atleta nacida en Kenia que compite internacionalmente por Baréin, es especialista en carreras de larga distancia y en pruebas con obstáculos. Fue medallista de oro en los Juegos Olímpicos de 2016 y posee desde el 28 de agosto de 2016 el récord mundial en los 3000 metros con obstáculos.
En 2014, con sólo 17 años, ganó el Campeonato Mundial Juvenil en Eugene, EE. UU. por delante de otras dos competidoras de Kenia.
En los Juegos Olímpicos 2016, se convirtió en la primera atleta de Baréin en ganar una medalla de oro olímpica al ganar los 3.000 metros con obstáculos con un tiempo de 8:59.75, consiguiendo la segunda marca más rápida de todos los tiempos.
El 27 de agosto de 2016, en el Meeting de París, etapa de la Liga de Diamante, Jebet rompió la vigente marca de los 3000 metros con obstáculos que ostentaba la rusa Gulnara Galkina-Samitova desde 2008, consiguiendo un récord mundial con un tiempo de 8:52.78, más de seis segundos más rápido que el anterior récord. Conservó el récord hasta julio de 2018, cuando fue superado por Beatrice Chepkoech.
En julio de 2018 fue sancionada provisionalmente al haber dado positivo por EPO en un control que se llevó a cabo en diciembre de 2017. La sanción fue confirmada en 2020, con una duración de cuatro años con efectos retroactivos desde el momento del control. Esta sanción, por tanto, no anula su título olímpico ni su marca de 2016.

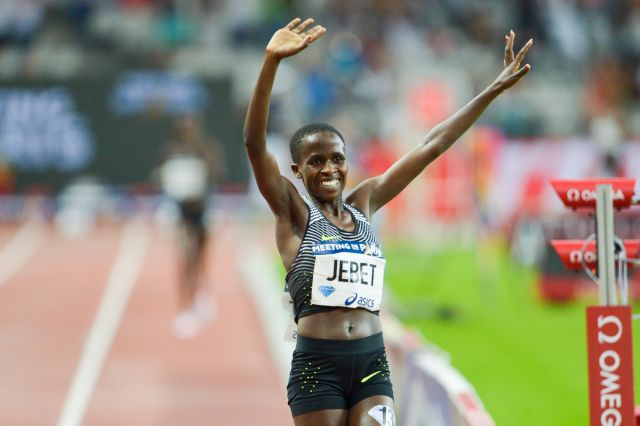
Ruth Jebet logra el récord del mundo, el 27 de agosto de 2016 en el Stade de France

## Palmarés internacional
| Fecha | Torneo                                     | Lugar          | Resultado | Prueba       | Tiempo        |
| ----- | ------------------------------------------ | -------------- | --------- | ------------ | ------------- |
| 2013  | Campeonatos árabes de atletismo            | Doha           | 2°        | 3 000 m obs. | 9 min 52 s 47 |
| 2014  | Campeonato Mundial Junior 2014             | Eugene         | 1°        | 3 000 m obs. | 9 min 36 s 74 |
| 2014  | Juegos Asiáticos de 2014                   | Incheon        | 1°        | 3 000 m obs. | 9 min 31 s 36 |
| 2015  | Campeonatos panarabes                      | Manama         | 1°        | 3 000 m obs. | 9 min 39 s 61 |
| 2015  | Mundial de Atletismo                       | Pekín          | 11°       | 3 000 m obs. | 9 min 33 s 41 |
| 2016  | Campeonato de Asia de atletismo bajo techo | Doha           | 2°        | 3 000 m      | 8 min 47 s 24 |
| 2016  | Juegos Olímpicos                           | Río de Janeiro | 1°        | 3000 m obs.  | 8 min 59 s 75 |

- Toda la información tomada del perfil de World Athletics.